# Poikkimaa
Poikkimaa är en kulle i Finland.   Den ligger i den ekonomiska regionen  Kemi-Torneå  och landskapet Lappland, i den norra delen av landet, 700 km norr om huvudstaden Helsingfors. Toppen på Poikkimaa är 121 meter över havet.
Terrängen runt Poikkimaa är platt. Runt Poikkimaa är det mycket glesbefolkat, med 2 invånare per kvadratkilometer.